# Fares Maakaroun
Fares Maakaroun (فارس معكرون; Rayak, 12 novembre 1940) è un arcivescovo cattolico libanese naturalizzato brasiliano, dal 21 luglio 2014 arcieparca-eparca emerito di Nostra Signora del Paradiso di San Paolo dei melchiti.

## Biografia
Fares Maakaroun è nato il 12 novembre 1940 a Rayak, distretto di Zahle ed eparchia di Zahleh e Furzol dei melchiti (oggi arcieparchia), nella parte orientale dell'allora Stato del Grande Libano (oggi Repubblica Libanese); la sua famiglia apparteneva alla Chiesa cattolica greco-melchita, una minoranza cristiana di rito bizantino separatasi dalla Chiesa greco-ortodossa di Antiochia ed entrata in comunione con la Santa Sede nel 1724.

### Formazione e ministero sacerdotale
Ha ricevuto l'istruzione primaria nella scuola parrocchiale della sua città natale, proseguendo poi quelli secondari a Darooun Harissa sotto la direzione dei padri paolisti. Dopo aver ottenuto il diploma e deciso di seguire la vocazione sacerdotale, nel 1960 si è trasferito a Gap, in Francia, per intraprendere il noviziato dai padri bianchi; in seguito ha continuato gli studi in filosofia e teologia al Seminario dei padri bianchi a Gerusalemme, in Israele, dove ha conseguito la licenza in teologia.
Al termine del percorso di studi, ha ricevuto l'ordinazione sacerdotale per i padri paolisti il 18 dicembre 1966, ventiseienne, per imposizione delle mani di Philippe Nabaa, S.M.S.P., arcieparca metropolita di Beirut e Jbeil dei melchiti. Poco dopo l'ordinazione, ha passato l'anno 1967 come missionario nell'Hawran, regione meridionale della Siria, per poi tornare ad Harissa nel 1968, dove è stato superiore del Seminario minore per nove anni. Nel 1977 si è trasferito a Damasco, capitale siriana e sede del patriarcato melchita, quando è divenuto superiore del Seminario minore patriarcale per i successivi sette anni.
Successivamente è rientrato in Libano, dove nel 1984 è stato prima responsabile dei novizi a Feytroun per un anno, poi nel 1985 incaricato della nuova missione dei padri paolisti a Zahle e nella Valle della Beqa' per un quadriennio, infine nel 1989 superiore del Seminario maggiore di Harissa per un biennio. Inoltre, è stato membro del Consiglio generale della Società dei missionari di San Paolo e per quasi un decennio assistente generale della Caritas libanese. Tornato in Siria, nel 1991 gli è stato affidato l'ufficio di responsabile della missione paolista nella Valle dei Cristiani, mentre a livello diocesano è divenuto vicario generale ed economo dell'arcieparchia di Laodicea dei melchiti, incarichi ricoperti fino alla promozione all'episcopato.

### Ministero episcopale
Nel 1995 il Sinodo della Chiesa cattolica greco-melchita lo ha eletto, cinquantaquattrenne, arcieparca di Laodicea dei melchiti, ricevendo poi la conferma di papa Giovanni Paolo II il 31 luglio; è succeduto a Michel Yatim, dimessosi poco prima di compiere settantacinque anni. Ha ricevuto la consacrazione episcopale il 17 dicembre successivo, a Darooun Harissa, per imposizione delle mani di Massimo V Hakim, patriarca di Antiochia dei melchiti, assistito dai co-consacranti monsignori Yatim, suo predecessore, e Jean Mansour, S.M.S.P., arcivescovo titolare di Apamea di Siria dei greco-melchiti e vescovo della Curia patriarcale; ha preso possesso dell'arcieparchia durante una cerimonia svoltasi nella cattedrale di Nostra Signora dell'Annunciazione a Laodicea il 22 dicembre. Come suo motto episcopale ha scelto "Voi stessi date loro da mangiare" (Marco 6, 37).
Il 18 dicembre 1999 papa Giovanni Paolo II ha approvato il suo trasferimento, su decisione del Sinodo patriarcale, alla sede eparchiale di Nostra Signora del Paradiso di San Paolo dei melchiti, con titolo personale di arcieparca; cinquantanovenne, è succeduto a Pierre Mouallem, S.M.S.P., trasferito all'arcieparchia di Akka dei melchiti il 29 luglio 1998. Dopo il suo arrivo in Brasile, ha preso possesso della sede durante una cerimonia svoltasi nella cattedrale di Nostra Signora del Paradiso a San Paolo il 12 marzo 2000.
Il 27 gennaio 2003 si è recato in Vaticano, assieme agli altri vescovi brasiliani della regione Sud 1, per la visita ad limina apostolorum, allo scopo di discutere con il pontefice della situazione e dei problemi relativi alla sua eparchia.
Dal 10 al 24 ottobre 2010 ha preso parte all'Assemblea speciale per il Medio Oriente del Sinodo dei vescovi, svoltasi nella Città del Vaticano, con tema La Chiesa Cattolica nel Medio Oriente: Comunione e testimonianza. "La moltitudine di coloro che erano diventati credenti aveva un cuore solo e un'anima sola" (At 4, 32). Durante la sesta congregazione generale, tenutasi il 14 aprile, è intervenuto affermando che "non c'è vero amore senza vera santità. Cerchiamo di diventare santi, perché il nostro Padre celeste è santo. La santità è la soluzione. Sì, l'amore santificato è la soluzione"
.
Il 21 luglio 2014 papa Francesco ha accettato la sua rinuncia dal governo pastorale dell'eparchia di Nostra Signora del Paradiso di San Paolo dei melchiti per motivi di salute, ai sensi del can. 210 § 1 del Codice dei canoni delle Chiese orientali, divenendone arcieparca-eparca emerito all'età di settantatré anni e dopo quattordici anni di governo pastorale; gli è succeduto il quarantanovenne Joseph Gébara, fino ad allora coadiutore della medesima eparchia.

## Genealogia episcopale
La genealogia episcopale è:
- Vescovo Filoteo di Homs
- Patriarca Eutimio III di Chios
- Patriarca Macario III Zaim
- Vescovo Leonzio di Saidnaia
- Patriarca Atanasio III Dabbas
- Vescovo Néophytos Nasri
- Vescovo Euthyme Fadel Maalouly
- Patriarca Cirillo VII Siage
- Patriarca Agapio III Matar
- Patriarca Massimo III Mazloum
- Patriarca Clemente I Bahous
- Patriarca Gregorio II Youssef-Sayour
- Patriarca Pietro IV Geraigiry
- Patriarca Cirillo IX Moghabghab
- Patriarca Massimo V Hakim
- Arcivescovo Fares Maakaroun, S.M.S.P.